# نسبة حقوق الملكية
نسبة حقوق الملكية هي نسبة مالية تشير إلى النسبة لحقوق الملكية المستخدمة لتمويل أصول الشركة. غالبًا ما يتم أخذ المكونين من الميزانية العمومية للشركة أو بيان المركز المالي (ما يسمى بالقيمة الدفترية) ، ولكن يمكن أيضًا حساب النسبة باستخدام القيم السوقية لكليهما ، إذا تم تداول أسهم الشركة علنًا.
نسبة حقوق الملكية هي نسبة مالية ، لا سيما في وسط أوروبا واليابان ، بينما في الولايات المتحدة ، غالبًا ما تستخدم نسبة الدين إلى حقوق الملكية في التقارير المالية.
يتم إيجاد قيمة نسبة الدين إلى حقوق الملكية من خلال استخدام المعادلة:
نسبة الدين إلى حقوق الملكية = إجمالي الالتزامات \ إجمالي حقوق الملكية

## التفسير
تعتبر نسبة حقوق الملكية مؤشرًا جيدًا لمستوى الرافعة المالية التي تستخدمها الشركة. تقيس نسبة حقوق الملكية نسبة إجمالي الأصول التي يتم تمويلها من قبل المساهمين ، على عكس الدائنين. ستؤدي نسبة الأسهم المنخفضة إلى نتائج جيدة لحملة الأسهم طالما أن الشركة تحقق معدل عائد على الأصول أكبر من معدل الفائدة المدفوعة للدائنين.